# Crematogaster vandermeermohri
Crematogaster vandermeermohri är en myrart som beskrevs av Menozzi 1930. Crematogaster vandermeermohri ingår i släktet Crematogaster och familjen myror. Inga underarter finns listade i Catalogue of Life.